# Paralyzed (Dream Theater)
Paralyzed è un singolo del gruppo musicale statunitense Dream Theater, pubblicato l'8 febbraio 2019 come terzo estratto dal quattordicesimo album in studio Distance over Time.

## Descrizione
Scritto dal chitarrista John Petrucci, il testo del brano è una riflessione introspettiva sull'impatto negativo che l'ostinazione o la determinazione può avere su relazioni importanti.
Il 19 febbraio dello stesso anno il brano è entrato anche in rotazione radiofonica nelle radio rock statunitensi.

## Video musicale
Il videoclip, diretto da Wayne Joyner e girato in CGI, è stato pubblicato in concomitanza con il lancio del singolo e mostra dei robot simili a quello raffigurato nella copertina di Distance over Time.

## Tracce
1. Paralyzed – 4:17 (testo: John Petrucci – musica: John Petrucci, Jordan Rudess, John Myung, Mike Mangini)

## Formazione
Gruppo
- James LaBrie – voce
- John Petrucci – chitarra
- John Myung – basso
- Jordan Rudess – tastiera
- Mike Mangini – batteria

Produzione
- John Petrucci – produzione
- James "Jimmy T" Meslin – registrazione
- Richard Chycki – registrazione voce, produzione vocale aggiuntiva
- Ben Grosse – missaggio
- Tom Baker – mastering